# Lhendup Dorji
Lhendup Dorji, född 1935, död 2007,  tillförordnad regeringschef i Bhutan 25 juli-27 november 1964.